# Spina-bifida-Hüfte
Die Spina-bifida-Hüfte ist ein komplexes Problem der Kinderorthopädie. Die segmentale Höhe der zugrundeliegenden Myelomeningocele bzw. Myelodysplasie ergibt verschiedene Ungleichgewichte der Hüftmuskulatur. Sie entscheiden über die Steh- und Gehfähigkeit des Kindes.

## Problem

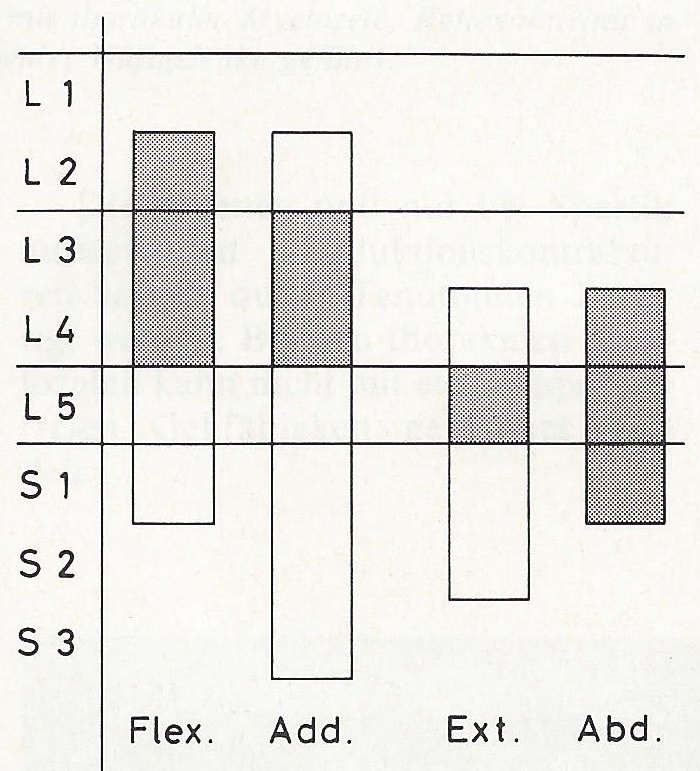
Segmentale Innervation der Hüftmuskelgruppen

Die orthopädische Behandlung von Kindern mit Spina bifida zielt darauf ab, sie mit möglichst wenigen Hilfsmitteln gehfähig werden zu lassen. Die häufigsten, wichtigsten und schwierigsten Probleme ergeben sich dabei am Hüftgelenk.
Mehr als die Hälfte der Kinder zeigt schon bei der Geburt eine Hüftluxation. Beuge-, Außendreh- und Abspreizkontrakturen entwickeln sich durch das muskuläre Ungleichgewicht bei den meisten Kindern. Die Kontrakturen können so schwer sein, dass die Kinder nicht einmal in individuellen Schalen sitzen können. Das regelmäßige Sitzen mit Beckenschiefstand und lumbaler Hyperkyphose oder -lordose führt seinerseits zu bleibenden Hüft- und Wirbelsäulendeformitäten. Besonders ungünstig sind ungleiche Hüftstellungen bei spastischen Kontrakturen. Sie können die Adduktionsseite luxieren und das Kreuzbein schief stellen, was die aufrechte Körperhaltung erschwert.
Deshalb ist es auch bei Rollstuhlpatienten wichtig, mobile Hüftgelenke zu erhalten oder wiederherzustellen.
Die funktionelle Gesamtbehinderung durch eine Myelomeningocele resultiert aus lagerungsbedingten Deformitäten und aus der lähmungsbedingten Imbalance der Muskulatur. Maßgeblich ist die Höhe der spinalen Fehlbildung.

### Thorakale Myelozelen

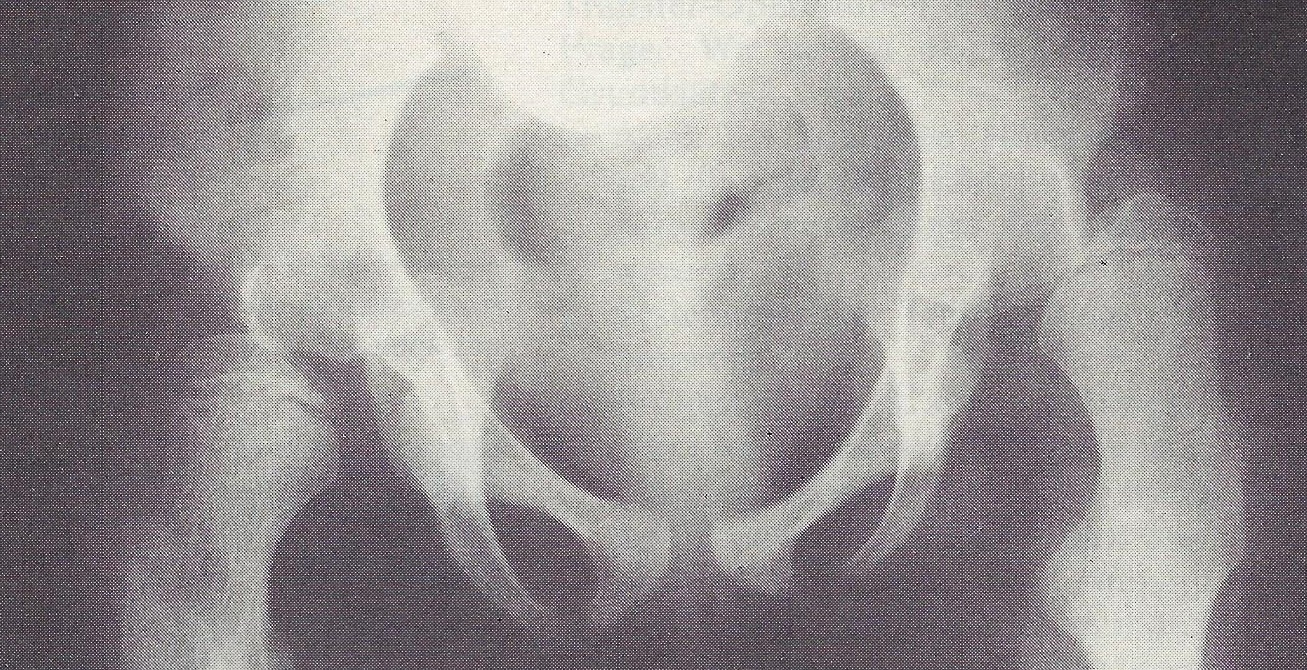
Hüftluxation bei thorakaler MMC

Die Lähmung ist distal von Th 12. Mit ihrer scheinbaren muskulären Balance kann die Reflexaktivität in den distal der Myelozele gelegenen spinalen Segmenten eine Hüftluxation verursachen. Außerdem droht die gefürchtete „Froschhaltung“, d. h. die Beuge-, Abspreiz- und Außendrehkontraktur der Hüftgelenke.

### Obere lumbale Myelozelen
Die Lähmung ist distal von L 2. Bei völliger Lähmung der Extensoren und Abduktoren sind die Beuger und Adduktoren teilweise innerviert. Es resultiert ein partielles muskuläres Ungleichgewicht mit einer Subluxation der Hüfte. Etwa ein Drittel dieser Patienten wird ohne Orthesen gehfähig. Durch die Reflexaktivität sind bei diesen Myelozelen ein Klumpfuß und ein Genu valgum häufige Komplikationen. Nichtluxierte Hüften können durch Umstellungen und Pfannendachplastiken besser eingestellt werden.

### Untere lumbale Myelozelen
Die Lähmung ist distal von L 4. Die Beuger und Adduktoren sind weitgehend intakt, die Strecker und Abduktoren dagegen nicht innerviert. Dieses ausgesprochene muskuläre Ungleichgewicht führt zur Hüftluxation. Um sie einzustellen und zu halten, muss ein muskuläres Gleichgewicht hergestellt werden. Neben den Korrekturosteotomien und Acetabuloplastiken kommen vor allem Durchtrennungen von Sehnen kontrakter Muskeln (Menelaus) und der Transfer des Musculus psoas major (Sharrard) in Betracht.

### Sakrale Myelozelen
Die Lähmung ist distal von L 5.
Das muskuläre Gleichgewicht pendelt sich wieder ein. Im Kleinkindesalter muss sorgfältig beobachtet werden, ob sich eine Hüftluxation entwickelt. Manchmal genügt die konservative Dysplasiebehandlung mit Spreizhosen. Fast alle Patienten können später ohne Apparate gehen. Bei den häufigen Fußdeformitäten benötigen sie orthopädisches Schuhwerk.

## Behandlung
Die orthopädische Behandlung von Spina-bifida-Kindern besteht in Krankengymnastik, Lagerungshilfen, Stehübungen und Gehschulung. Operationen sollen die Luxation und Beugekontrakturen verhüten oder korrigieren. Zu berücksichtigen sind natürlich ungünstige Begleitumstände – geistige Retardierung, Spastik, Hydrocephalus, Wirbelsäulendeformitäten und Reflexaktivität.